# Nice (mitologia)
Nice, (em grego: Νίκη; romaniz.: Níkē ou Niké; "Vitória") era uma deusa grega que personificava a vitória, força e velocidade, representada por uma mulher alada, filha de Palas e Estige. Os romanos designaram o nome de Victória para Nice. Nice também pode ser representada com asas.
Nos Jogos Olímpicos de Verão de 2004, em Atenas, a imagem da deusa veio cunhada nas medalhas (ouro, prata e bronze) com referência à Deusa Atena. A Deusa da estratégia e das batalhas. Sua imagem é obrigatória em todas as medalhas dos Jogos Olímpicos de Verão. Essa imagem da deusa nas medalhas vem de uma escultura em mármore do século V a.C., da autoria de Peônio. A mais famosa imagem de deusa é a de Samotrácia, exposta no Museu do Louvre, em Paris.
A deusa se encontra na mão direita de Atena, dando assim à deusa certeza de vitória em todas as batalhas travadas. Atena, em sua história, várias vezes já travou grandes batalhas contra deuses que desejavam para si a Nice, e, graças à deusa alada, Atena sempre as venceu.
Quando Zeus, a divindade dominante do panteão grego, estava organizando a guerra contra os titãs, Estige e seus filhos Nice, Bia, Cratos e Zelo foram seus aliados. Aos deuses, guerreiros e heróis, Bia dava a força, Cratos o poder e Nice coroava a vitória. Porém qualquer um que fosse vencedor também deveria saber lidar com Zelo - o ciúme, algo que sempre ronda quem tem sucesso.

## Curiosidades
A marca de roupas Nike teve seu nome inspirado na deusa homônima, Vitória de Samotrácia. Uma imagem de bronze dessa deusa, encontra-se no Museu do Louvre; assim, o símbolo da marca () é semelhante a uma asa em homenagem à deusa alada da vitória.

## Imagens de Nice

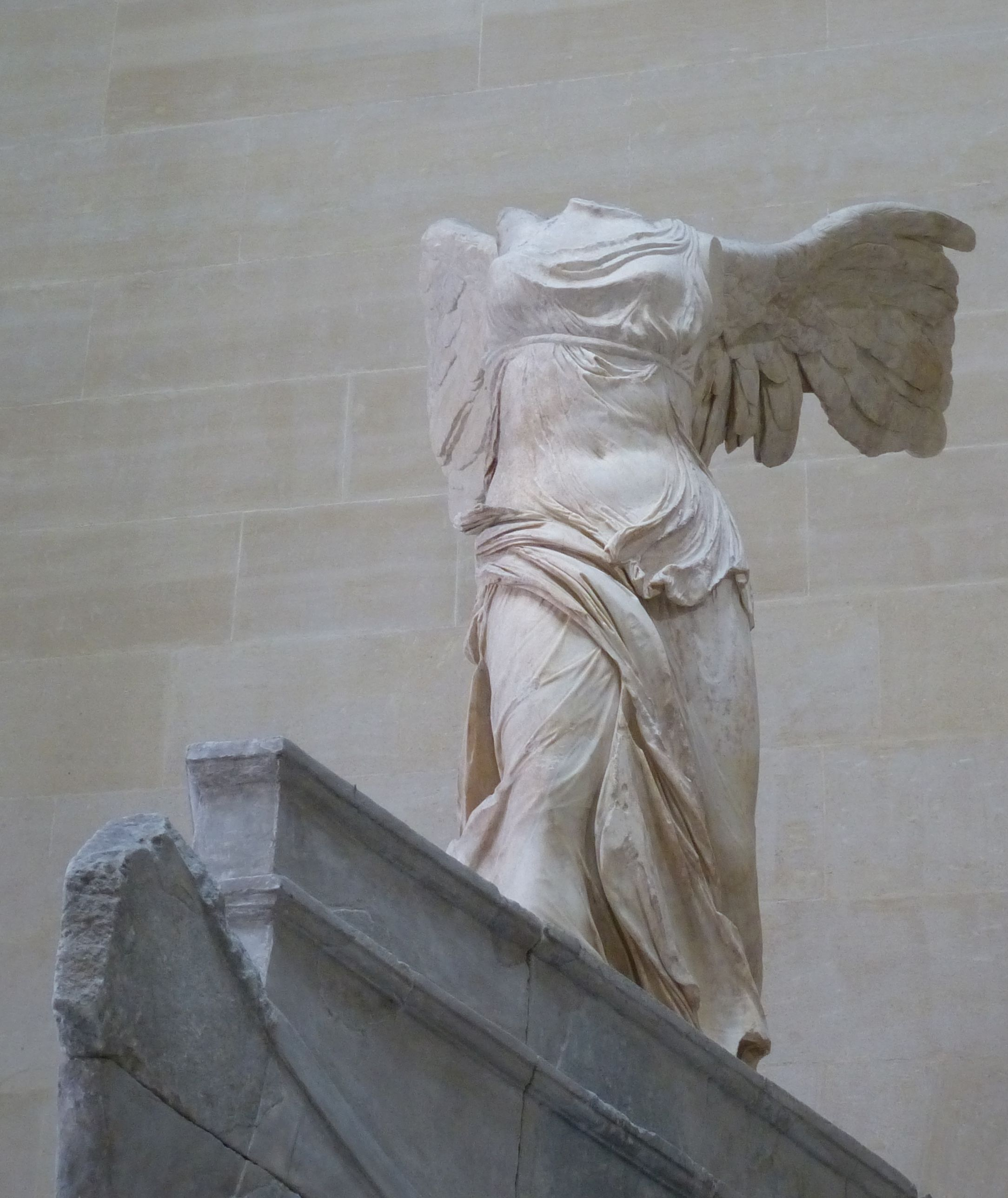
A Nice de Samotrácia no Museu do Louvre
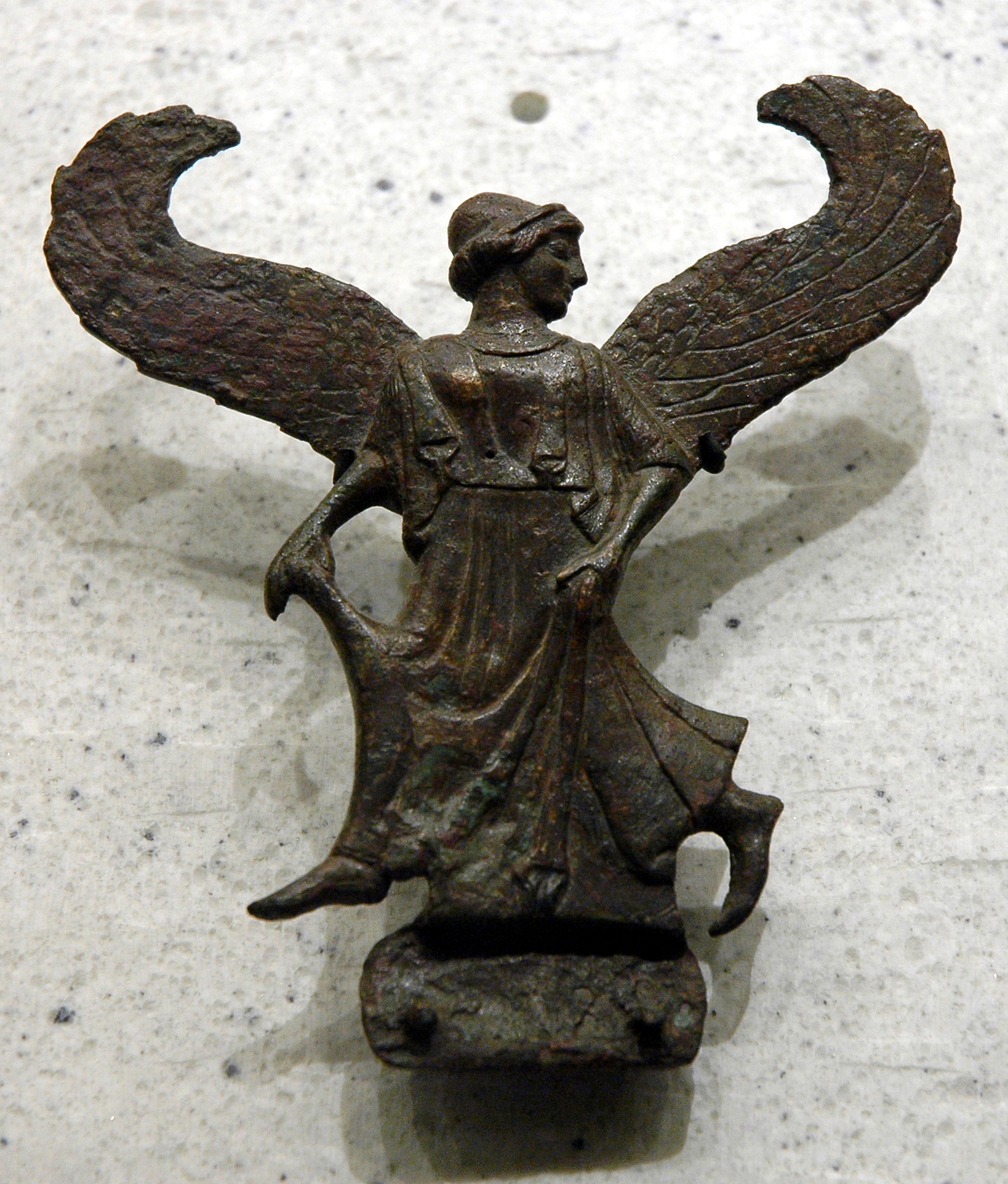
Nice de bronze no Museu do Louvre - Obs.: essas asas inspiraram a criação do logotigo da Nike, Inc..
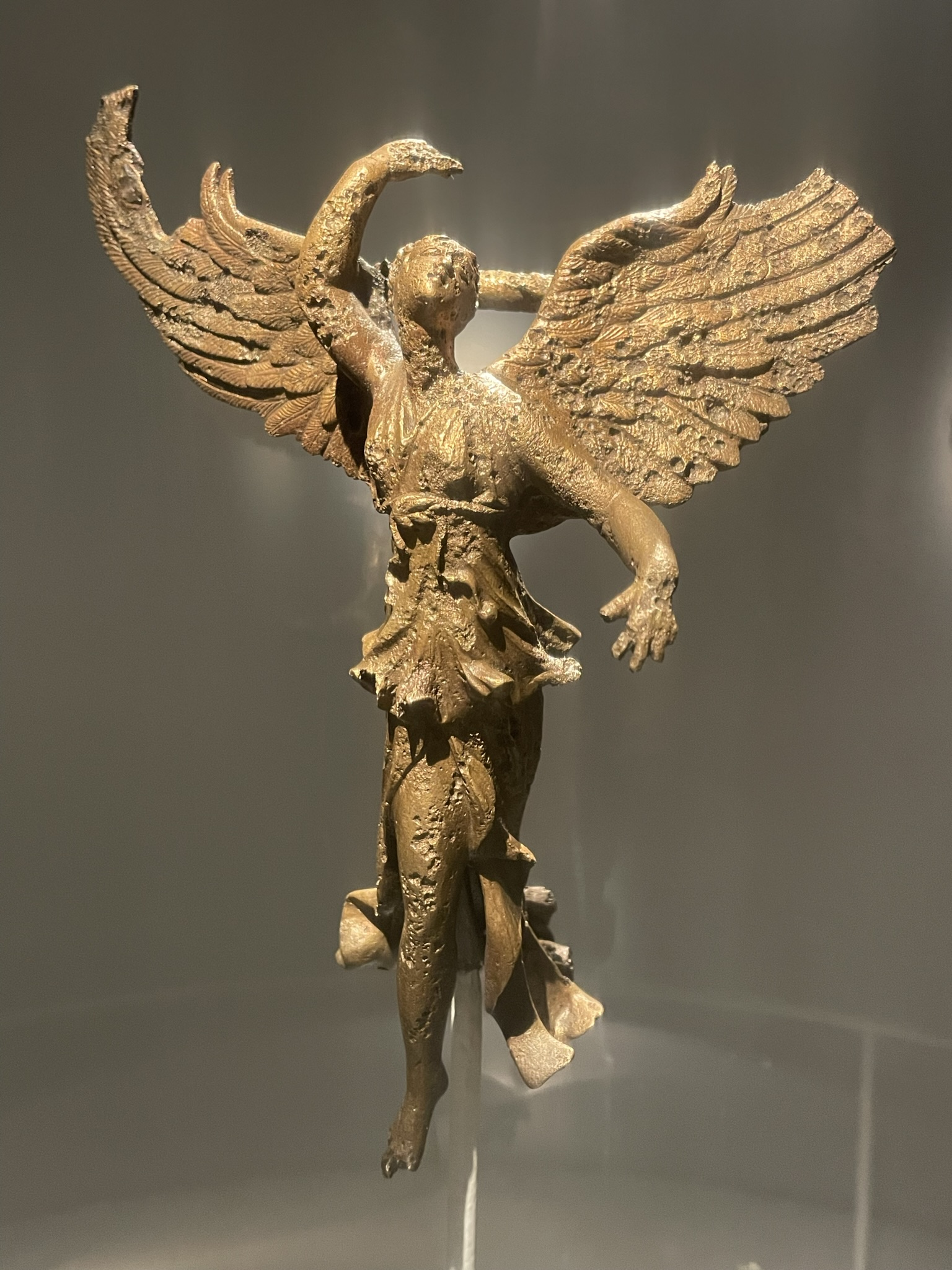
Uma Nice de Cólquida (Geórgia)
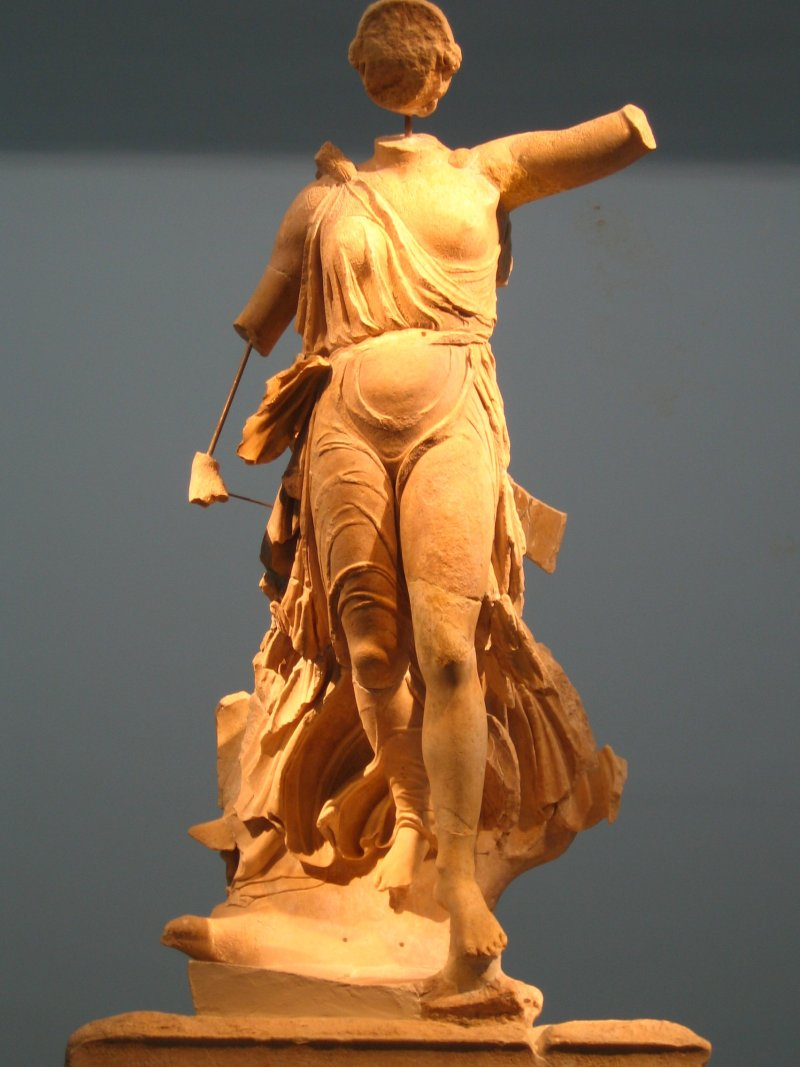
Nice de Peônio (Século V a.C.)